# セクバ・コナテ
セクバ・コナテ（フランス語: Sékouba Konaté、1964年6月6日 - ）は、ギニア共和国の軍人、政治家。階級は准将。2009年12月3日より、銃撃されたムサ・ダディス・カマラ大尉に代わって約1年間、暫定大統領を務めた。現在はアフリカ連合のアフリカ待機軍上級代表を務めている。

## 経歴
1964年、コナクリに生まれた。モロッコのメクネスにあるモロッコ王立士官学校を卒業後、1990年にギニア軍に入隊。空挺兵として2000年から2001年の間に多くの武勲を挙げ、虎（El Tigre）と呼ばれて人望を集めた。2008年12月に当時のランサナ・コンテ大統領が死亡し、ムサ・ダディス・カマラがクーデターを起こして政権を握ると、コナテは軍事政権の副大統領及び国防大臣に就任した。
2009年12月3日、カマラが副官のアブバカール・ディアキテに銃撃されて執務が不能になると、コナテは直ちに議会によってギニアの暫定大統領に選出された。2010年1月6日、コナテは臨時国家連合政府を樹立するため、野党勢力からの首相の受け入れを決めたと発表した。
カマラより引き継いだ大統領選挙は2010年6月27日に投開票を実施し、度重なる延期の末、11月7日に決選投票が行われ、同年12月21日に暫定大統領を退任した。
2021年10月に軍を除隊した。
| 公職                        | 公職                                       | 公職                  |
| --------------------------- | ------------------------------------------ | --------------------- |
| 先代 ムサ・ダディス・カマラ | ギニア共和国大統領 （暫定）2009年 - 2010年 | 次代 アルファ・コンデ |